# Max-Henri Béguin

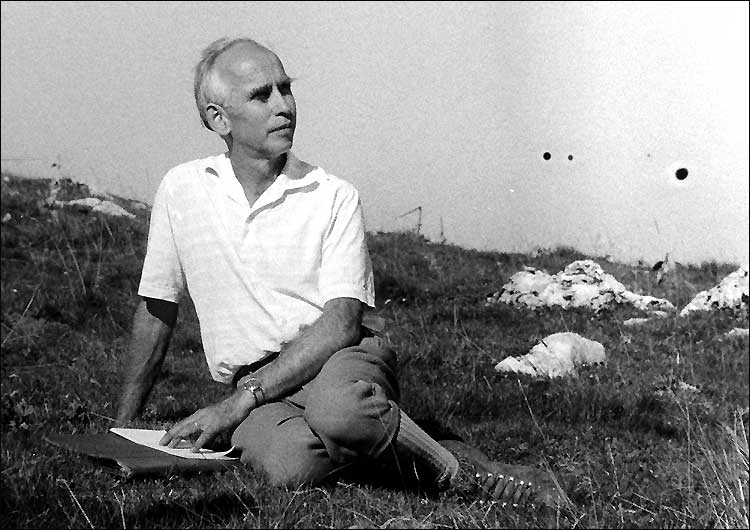
Max-Henri Béguin

Max-Henri Béguin (* 1918; † 2000 in La Chaux-de-Fonds) war ein Schweizer Kinderarzt und Pazifist.

## Leben
Béguin gehörte der Gesellschaft der Freunde (Quäker) in der Schweiz an und setzte sich für ein gewaltfreies Zusammenleben der Menschen ein. Nach seinem Studium der Medizin wurde er zum Doktor der Medizin promoviert. Daran schloss sich eine Spezialausbildung zum Kinderarzt an. Inhalt seiner ärztlichen Beratung war auch die Betonung und Anleitung zu einer gesunden Ernährungsweise. Bei einer Reise nach Indien 1968 führte er das indische Süssungsmittel Jaggery nach Europa ein, um seine Auswirkung auf die Erhaltung der Zahngesundheit zu untersuchen. Nach Feststellung seiner gesundheitsfördernden Wirkung setzte er sich auf vielfältige Weise zur Propagierung natürlicher Süssungsmittel ein.
Béguin war Mitglied der Christlichen Friedenskonferenz (CFK), an deren II. Allchristlichen Friedensversammlung 1964 in Prag er sich beteiligte. Seit den 1970er Jahren setzte er sich für die Erhaltung der natürlichen Umwelt ein und organisierte im Schweizer Jura Workcamps für junge Menschen, die dort u. a. an der Errichtung von schützenden Steinwällen arbeiteten. Als Mitglied des Service Civil International (SCI) unterstützte er junge Männer, die aus Gewissensgründen den Militärdienst verweigern.

## Werke

### Bücher
- La Streptomycine et le «PAS» dans le traitement de la tuberculose chez l'enfant. Karger, Basel 1949.
- De bonnes dents grâce au sucre complet, La Chaux-de-Fonds, édition de l'Étoile, coll. Bulletin des écoles ménagères, 1978.
  - Gute Zähne dank vollwertigem Zucker, La Chaux-de-Fonds, édition de l'Étoile, 1978.
- Aliments naturels et dents saines, La Chaux-de-Fonds, édition de l'Étoile, 1979, rééd. 1983.
  - M.-H. Béguin: Natürliche Nahrung - gesunde Zähne. Edition de l'Etoile 1979. Violette Béguin. La Chaux-de Fonds.
- Mon enfant aura de bonnes dents, La Chaux-de-Fonds, édition de l'Étoile, 1989. ISBN 2-940230-02-1
  - M.-H. Béguin: Vollrohrzucker den Zähnen zuliebe. Edition de l'Etoile 1997. Violette Béguin. La Chaux-de Fonds. ISBN 2-940230-03-X (Memento vom 24. Mai 2010 im Internet Archive)

### Beiträge
- « À La Chaux-de-Fonds : la vie et la mort de nos fermes », In : Revue neuchâteloise, Neuchâtel, 1967.
- Satjagraho hodiaŭ aŭ aktualeco de aktiva neperforto. In: Eric Descoeudres, Pierre Hirsch, Max-Henri Béguin: Tri prelegoj pri Gandhi kaj satjagraho okaze de la Jubileo Mahatma Gandhi en La Chaux-de-Fonds (Svisio), 23-24 nov. 1968. La Juna Penso, Laroque-Timbaut 1971.